# Étienne Marc Quatremère
Étienne Marc Quatremère (12 luglio 1782 – 18 settembre 1857) è stato un orientalista e arabista francese.

## Biografia
Nato in una famiglia giansenista, dovette nascondersi con sua madre in campagna allorché suo padre fu giustiziato durante la Rivoluzione francese. Più tardi studiò l'arabo con Antoine-Isaac Silvestre de Sacy nell'Institut National des Langues et Civilisations Orientales.
Impiegatosi nel 1807 nel dipartimento dei manoscritti della Biblioteca Imperiale, assunse la cattedra di Greco nell'Università di Rouen nel 1809, entrò nell'Académie des Inscriptions et Belles-Lettres nel 1815, imparò l'ebraico e l'aramaico nel Collège de France a partire dal 1819, e infine divenne nel 1827 professore di persiano nella Scuola di Lingue Orientali Viventi.
Il primo lavoro di Quatremère furono le Recherches ... sur la langue et la littérature de l'Egypte (1808), in cui egli dimostrava come per la lingua dell'antico Egitto si dovesse far riferimento al copto.
Le sue Mémoires géographiques et historiques sur l'Égypte… sur quelques contrées voisines furono pubblicate nel 1811. Tale pubblicazione obbligò Jean-François Champollion a pubblicare prematuramente una "Introduction" al suo L'Égypte sous les pharaons. Dal momento che entrambi i lavori s'interessavano dei nomi copti delle città egiziane, e quello di Champollion era uscito più tardi, Champollion fu accusato da qualcuno di plagio letterario. Di fatto "né lui né Quatremère avevano copiato l'uno dall'altro, e le ben evidenti differenze d'approccio erano chiare nelle loro pubblicazioni".
Quatremère editò e tradusse parte della Storia araba dei Sultani mamelucchi di al-Maqrizi (2 voll., 1837-41), "non perché egli nutrisse interesse per la storia dell'Egitto mamelucco ma perché era affascinato dal vocabolario arabo del XV secolo e in particolare da quei frammenti lessicografici che non erano stati definiti dai dizionari di arabo standard".
Pubblicò fra gli altri lavori Mémoires sur les Nabatéens (1835); una traduzione della Histoire des Mongols de la Perse di Rashid al-Din (1836); Mémoire géographique et historique sur l'Egypte (1810); il testo della Muqaddima di Ibn Khaldun (Prolegomena) e un ampio numero di utili lavori sul Journal asiatique. Possono altresì essere ricordati i suoi numerosi articoli sul Journal des savants.
Quatremère realizzò grandi raccolte lessicografiche in lingue orientali, frammenti delle quali appaiono nelle note delle sue varie opere. I suoi materiali manoscritti per il siriaco furono utilizzati nel Thesaurus di Robert Payne Smith; degli errori che egli raccolse per un progettato Lexicon arabo, persiano e turco, alcune anticipazioni furono date nella prefazione del Supplément aux dictionaires arabes di Dozy. Oggi si trovano nella Biblioteca di Monaco di Baviera.
Una nota biografica redatta da Barthélemy Sainte-Hilaire è premessa ai Mélanges d'histoire et de philologie orientale (1861) di Quatremère.